# 囊萼棘豆
囊萼棘豆（学名：Oxytropis sacciformis）为豆科棘豆属下的一个种。